# Saint-Lupicin
Saint-Lupicin ist eine Ortschaft und eine Commune déléguée in der französischen Gemeinde Coteaux du Lizon mit 1.845 Einwohnern (Stand 1. Januar 2022) im Département Jura in der Region Bourgogne-Franche-Comté.

## Geographie
Saint-Lupicin liegt auf 588 m, etwa sechs Kilometer westlich der Stadt Saint-Claude (Luftlinie). Das Dorf erstreckt sich im Jura, an aussichtsreicher Lage auf dem Plateau du Lizon, rund 200 m über dem Talboden der Bienne.
Die Fläche der 9,54 km² großen Commune déléguée umfasst einen Abschnitt des französischen Juras. Der zentrale Teil wurde vom Plateau du Lizon (durchschnittlich auf 580 m) eingenommen, das eine Breite von ungefähr 1,5 Kilometer und eine Länge von zwei Kilometer aufweist. Nach Osten fällt dieses Plateau steil ab zum tief eingeschnittenen Erosionstal des Lison (rechter Zufluss der Bienne), welcher die östliche Grenze der Commune déléguée bildet. Nach Nordwesten erstreckt sich das Areal der Commune déléguée über einen zunächst sanft, dann steil ansteigenden Hang auf die Höhe von La Scia (895 m) und bis auf die angrenzenden Jurahochflächen, die überwiegend bewaldet sind. In der Forêt d’Annuelle wird mit 915 m die höchste Erhebung der Commune déléguée Saint-Lupicin erreicht. Das Gebiet der Commune déléguée ist Teil des Regionalen Naturparks Haut-Jura (frz.: Parc naturel régional du Haut-Jura).
Zur Commune déléguée Saint-Lupicin gehören der Weiler Le Patey (700 m) am Hang oberhalb des Dorfes sowie einige Einzelhöfe. Nachbargemeinden von Saint-Lupicin waren Moirans-en-Montagne und Ravilloles im Norden, Cuttura und Ponthoux im Osten, Lavans-lès-Saint-Claude im Süden und Westen sowie Villards-d’Héria im Westen.

## Geschichte
Auf dem Gebiet des heutigen Saint-Lupicin gründete der Heilige Lupicinus (Bruder des heiligen Romanus) im Jahr 445 ein Priorat. Bereits im Jahr 480 zählte das Priorat rund 150 Mönche. Diese rodeten das Land in der Umgebung und machten es urbar. Schon bald entwickelte sich der beim Priorat entstandene Ort, der damals Lauconne hieß, zu einem bedeutenden Pilgerziel. Um 1100 wurde das Dorf nach dem Gründer des Priorats in Saint-Lupicin umbenannt. Es wurde Mittelpunkt einer Pfarrei.

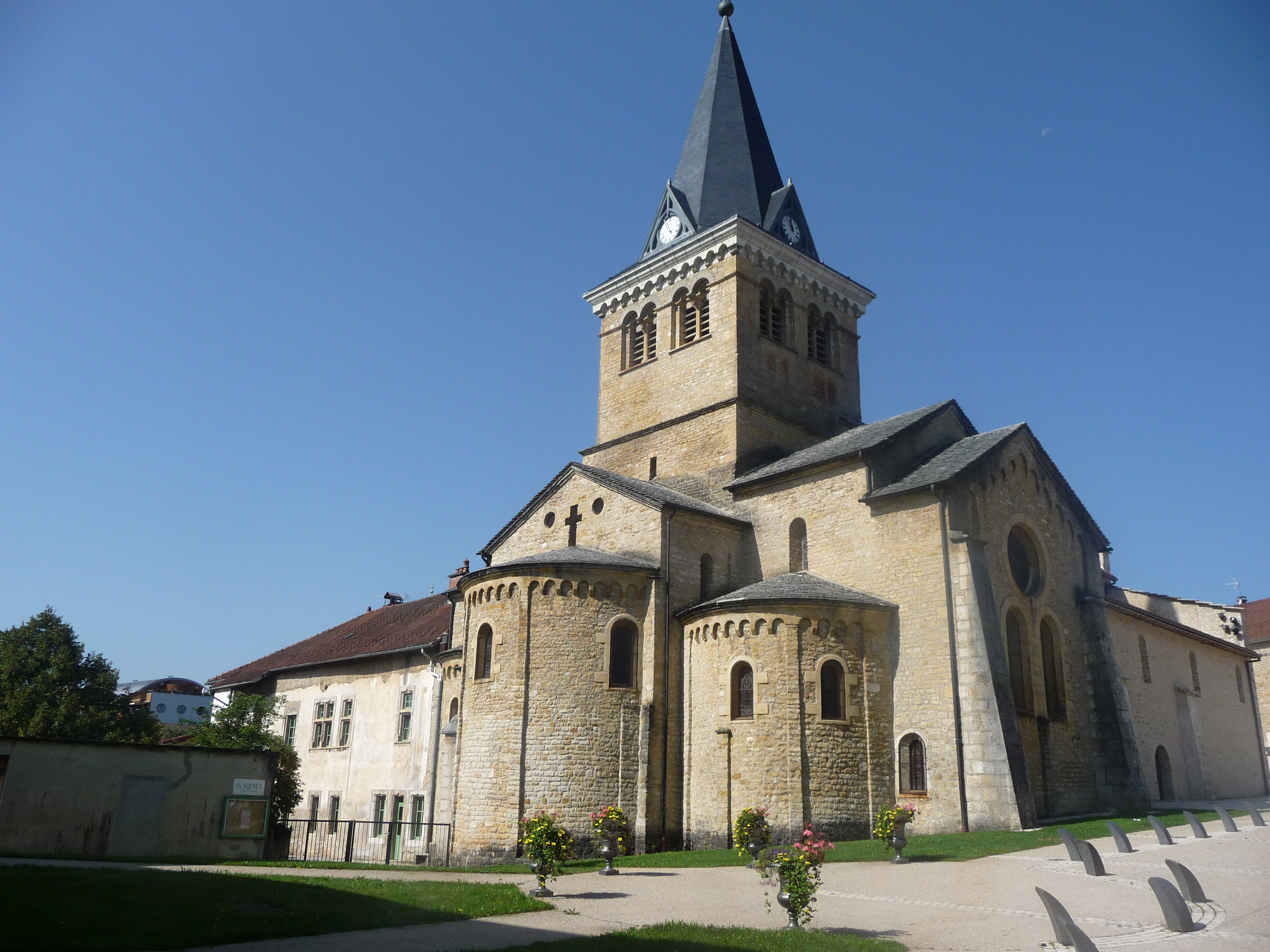
Kirche in Saint-Lupicin

Zusammen mit der Franche-Comté gelangte das Dorf mit dem Frieden von Nimwegen 1678 an Frankreich. Während der Französischen Revolution trug der Ort vorübergehend wieder den Namen Lauconne. Zu einer Gebietsveränderung kam es 1822, als das vorher selbständige Le Patey nach Saint-Lupicin eingemeindet wurde.
Die Gemeinde Saint-Lupicin wurde am 1. Januar 2017 mit Cuttura zur neuen Gemeinde Coteaux du Lizon zusammengeschlossen.

## Sehenswürdigkeiten
Die romanische Pfarrkirche wurde im 12. Jahrhundert errichtet unter Verwendung einzelner Bauteile des frühchristlichen Vorgängerbaus. Die Kirche besitzt eine reiche Innenausstattung, darunter eine Christusstatue aus dem 13. Jahrhundert, eine Goldbüste des heiligen Lupicinus (18. Jahrhundert) und ein Goldkelch aus dem 17. Jahrhundert. Das im 14. Jahrhundert erbaute Prioratshaus ist ebenfalls erhalten.

## Bevölkerung
| Jahr      | 1962 | 1968 | 1975 | 1982 | 1990 | 1999 | 2005 | 2017 |
| Einwohner | 1286 | 1478 | 1648 | 1882 | 2007 | 2081 | 2222 | 2073 |

Mit 1.845 Einwohnern (Stand 1. Januar 2022) gehörte Saint-Lupicin zu den mittelgroßen Gemeinden des Départements Jura. Nachdem die Einwohnerzahl in der Mitte des 20. Jahrhunderts stets im Bereich von 1100 Personen gelegen hatte, wurde seit Beginn der 1960er-Jahre dank der attraktiven Wohnlage eine deutliche Bevölkerungszunahme verzeichnet.

## Wirtschaft und Infrastruktur
Saint-Lupicin war lange Zeit ein vorwiegend durch die Landwirtschaft und die Forstwirtschaft geprägtes Dorf. Im Verlauf des späten 19. und des 20. Jahrhunderts haben sich im Ort verschiedene Industriebetriebe angesiedelt. Zu den heute wichtigen Industriezweigen zählen die Kunststoffindustrie, die Herstellung von Autozubehörteilen und das Transportgewerbe. Im Weiteren ist Saint-Lupicin Standort des Maison de l’Environnement, eines Zentrums für Multiple Sklerose, und eines Psychiatrischen Zentrums. Viele Erwerbstätige sind auch Wegpendler, die in den größeren Ortschaften der Umgebung, hauptsächlich in Oyonnax und Saint-Claude ihrer Arbeit nachgehen.
Die Ortschaft ist verkehrstechnisch gut erschlossen. Sie liegt an der Departementsstraße D118, die von Lavans-lès-Saint-Claude nach Clairvaux-les-Lacs führt. Weitere Straßenverbindungen bestehen mit Cuttura und Pratz.